# Mohamed-Ali Cho
Mohamed-Ali Cho (Stains, 2004. január 19.) francia korosztályos válogatott labdarúgó, a Real Sociedad játékosa.

## Pályafutása

### Klubcsapatokban
A Chantilly, a Paris Saint-German és az angol Everton korosztályos csapataiban nevelkedett. 2020. május 2-án aláírt az Angers csapatához. Ezzel Eduardo Camavinga mögött ő lett a második legfiatalabb labdarúgó Franciaországban, aki profi szerződést kötött. Gyorsan az első csapat tagja lett. Augusztus 30-án csereként debütált az első csapatban a Bordeaux elleni bajnoki mérkőzésen.  A 10 legfiatalabb játékos egyike volt, aki a szezon során a legjobb európai bajnokságokban játszott.
2022. június 15-én jelentették be, hogy öt évre aláírt a spanyol Real Sociedad csapatához.

### A válogatottban
Származása miatt a francia, angol, elefántcsontparti és a marokkói nemzeti válogatottakban szerepelhet. 2019-ben az angol U15 és U16-os korosztályos csapatban is pályára lépett. 2021 szeptemberében debütált a francia U21-es válogatottban.

## Magánélete
Franciaországban született egy elefántcsontparti apától és egy marokkói származású francia anyától, és egy hetes korában Angliába költözött, ahol családja Londonban dolgozott.

## Statisztika
2022. július 1-i állapotnak megfelelően.
| Klub          | Szezon   | Bajnokság  | Bajnokság | Bajnokság | Kupa  | Kupa  | Nemzetközi | Nemzetközi | Egyéb | Egyéb | Összesen | Összesen |
| Klub          | Szezon   | Osztály    | Mérk.     | Gólok     | Mérk. | Gólok | Mérk.      | Gólok      | Mérk. | Gólok | Mérk.    | Gólok    |
| ------------- | -------- | ---------- | --------- | --------- | ----- | ----- | ---------- | ---------- | ----- | ----- | -------- | -------- |
| Angers II     | 2020–21  | National 2 | 1         | 0         | –     | –     | –          | –          | –     | –     | 1        | 0        |
| Angers II     | Összesen | Összesen   | 1         | 0         | 0     | 0     | 0          | 0          | 0     | 0     | 1        | 0        |
| Angers        | 2020–21  | Ligue 1    | 21        | 0         | 2     | 0     | –          | –          | –     | –     | 23       | 0        |
| Angers        | 2021–22  | Ligue 1    | 32        | 4         | 1     | 0     | –          | –          | –     | –     | 33       | 4        |
| Angers        | Összesen | Összesen   | 53        | 4         | 3     | 0     | 0          | 0          | 0     | 0     | 56       | 4        |
| Real Sociedad | 2022–23  | La Liga    | 0         | 0         | 0     | 0     | 0          | 0          | 0     | 0     | 0        | 0        |
| Real Sociedad | Összesen | Összesen   | 0         | 0         | 0     | 0     | 0          | 0          | 0     | 0     | 0        | 0        |
| Összesen      | Összesen | Összesen   | 44        | 2         | 2     | 0     | 0          | 0          | 0     | 0     | 46       | 2        |

1. ↑  Magába foglalja: Francia labdarúgó-szuperkupa.